# Jellyvision
The Jellyvision Lab, Inc. — американская IT-компания со штаб-квартирой в Чикаго, штат Иллинойс. Компания была основана в 1989 году, а в 1995 году Гарри Готтлиб преобразовал её в студию по разработке компьютерных игр. Позднее Jellyvision перешла к разработке программных решений для управления корпоративными льготами и компенсационными пакетами.

## История
Компания Jellyvision была основана в 1989 году как организация, специализирующаяся на образовательных медиапродуктах, а позднее переориентировалась на разработку видеоигр. Основатель Гарри Готтлиб создал в 1995 году игру You Don't Know Jack на компакт-дисках, которая стала коммерчески успешной и положила начало серии игр You Don’t Know Jack, выпускавшихся с 1995 по 1998 год. В связи с серьёзными изменениями на рынке компьютерных игр, когда игроки стали переходить с персональных компьютеров на домашние консоли, компания Jellyvision прекратила деятельность в 2001 году.
В том же году Готтлиб основал новую компанию под названием Jellyvision Lab, сосредоточившись на разработке бизнес-программного обеспечения, вдохновлённого голосовым интерфейсом игры You Don’t Know Jack. В 2009 году Jellyvision разработала первую версию системы ALEX — интерактивного диалога, помогающего сотрудникам выбирать корпоративные льготы. Успех ALEX способствовал развитию Jellyvision, и по состоянию на 2019 год эта система является основным направлением деятельности компании, которое расширилось за счёт интерактивного продукта для работы со сберегательными медицинскими счетами (HSA) и постоянных финансовых консультаций.
В 2017 году Jellyvision приобрела медицинскую платформу FlexMinder.
В начале 2023 Jellyvision объявила о приобретении Picwell, технологической компании в области здравоохранения, специализирующейся на поддержке принятия решений о льготах с помощью ИИ.